# 치타 리베라
치타 리베라(Chita Rivera, 1933년 1월 23일~2024년 1월 30일)는 미국의 배우, 댄서, 가수이다.

## 출연 작품
- 배쓰텁스 오버 브로드웨이(2018)
- 쇼 스토퍼 : 더 시애트리칼 라이프 오브 가스 드라빈스키(2012)
- 캐롤 채닝: 라저 댄 라이프(2012)
- 시카고(2002)
- 메이플라워 마담(1987)
- 서전트 페퍼스 론리 하츠 클럽 밴드(1978)
- 그레이트 퍼포먼스(1972)
- 스위트 채리티(1969)
- 원 라이프 투 리브(1968)